# Putranjivàcies
Putranjivaceae és una família de plantes amb flors composta per unes 210 espècies d'arbres tropicals perennifolis ques està distribuïda en 4 gèneres. Les espècies tenen les fulles coriàcies amb gust típic de pebre. Les flors són fasciculades i petites i els fruits són drupes amb una sola llavor. Són plantes natives d'Àfrica i de Malèsia.

## Taxonomia
Anteriorment aquesta família era una tribu (Drypeteae) de la subfamília Phyllanthoideae dins la família Euphorbiaceae. Quan es va separar la subfamília Phyllanthoideae per formar la nova família Phyllanthaceae es va decidir que també quedes sola Drypeteae.